# 關山慈濟醫院
佛教慈濟醫療財團法人關山慈濟醫院，位於臺灣臺東縣關山鎮，是佛教慈濟醫療財團法人旗下的一家醫院。

## 沿革

### 成立背景
關山鎮為花東縱谷沿線較大型人口集住地之一，鎮內早期並無大型醫院，僅有幾間小型診所，並也沒24小時急診服務，最近的大型醫院僅有南北向各40公里之外的花蓮縣玉里鎮以及臺東縣臺東市等，而關山鎮也是臺20線南部橫貫公路的東段入口所在，屬於花東縱谷的一大交通要衝。但在醫療資源相對不發達的狀況下，關山鎮當地逐有成立大型綜合醫院的聲浪出現。

### 博愛醫院
關山慈濟醫院前身為1995年成立的博愛醫院，初期由藥師吳嘉彬、臺東市醫師張昌民，以及關山鎮林裕斐先生等三人進行創院籌備計畫，後因創院程序繁瑣，加上籌備團隊向當時行政院衛生署（今行政院衛生福利部）申請醫療發展基金未通過等因素，張昌民與林裕斐先後退出籌備小組，爾後吳嘉彬持續對外招募有志之士加入關山博愛醫院籌備小組，林鄭木貴、阮嘉瑞、鹿野鄉前任鄉長葉寶山、外科專長醫師鄭博文、黃如等人陸續加入，才促成博愛醫院成立。
然而在醫院主體興建工程施作到一半時，醫師鄭博文意外於浮潛活動中身亡。後續博愛醫院籌備工作改由婦產科專長的醫師莊人仰接手推動，豈料到莊人仰醫師也因罹患肝癌，在博愛醫院尚未落成前就離世，群龍無首下導致醫院籌備工作走走停停，醫院工程延宕五年之久仍未竣工，甚至醫院後方規劃之同仁宿舍區都還沒動工。

### 慈濟接掌
因此時任關山鎮鎮長許瑞貴及對外尋求有能力之團體接手，乃求助到佛教慈濟基金會創辦人證嚴法師，希望由旗下的佛教慈濟醫療財團法人接掌經營博愛醫院，經慈濟基金會商討後，決定接手關山博愛醫院，於1999年7月16日由花蓮慈濟醫院代表於關山鎮簽署博愛醫院接辦經營儀式，成立關山慈濟醫院。並重新對外發包醫院接續工程，以及開辦募資活動，因慈濟基金會接掌關山博愛醫院之消息傳開後，關山鎮當地居民欣喜若狂，使得該募款活動成效極佳，短短幾日便募得新臺幣309萬元作為關山慈濟醫院建設基金。
2000年3月15日關山慈濟醫院正式對外營業，同時啟動每週山區南橫公路巡診業務，首任院長為醫師林祐生，當日開幕典禮由證嚴法師主持啟用儀式，並且其24小時急診服務隨即展現地區醫院之成效，開幕當日就有三輛救護車載送急救病患來到關山慈濟醫院接受治療。關山慈濟醫院開幕初期因地處偏遠導致人才招募面臨困境，所幸由時任花蓮慈濟醫院院長陳英和協助，由花蓮慈濟醫院調派人力支援，才撐過開幕初期人力不足的窘境。
2004年2月關山慈濟醫院成立婦產科，3月22日嬰兒室啟用，於4月18日接生該院成立婦產科以來的第一位新生兒。2005年5月時任關山慈濟醫院副院長兼任骨科醫師潘永謙升任關山慈濟醫院院長。2008年1月15日開辦耳鼻喉科。
2011年8月，因花東縱谷地區長期以來僅有一家中醫診所，因此關山慈濟醫院耗資近200萬元成立中醫科，除了有中醫師沈邑穎長期住診外，另協調花蓮慈濟醫院派遣五名中醫師輪流來到關山協助看診。2018年8月關山慈濟醫院院長潘永謙卸任，由婦產科醫師張志芳接任院長一職。2021年2月潘永謙醫師接回院長一職。

## 組織架構

### 醫療部門
| 內科系 - 家庭醫學科 - 心臟內科 - 肝膽腸胃內科 - 腎臟內科 - 風濕免疫科 - 內科 - 身心醫學科 - 血液腫瘤內科 - 神經科 - 胸腔內科 | 外科系 - 骨科 - 腦神經外科 - 耳鼻喉科 - 麻醉疼痛科 - 泌尿科 - 皮膚科 - 一般外科 | 其他專科 - 婦產科 - 復健科 - 眼科 - 中醫科 |

## 歷任院長
| 任別             | 姓名             | 任期                  | 備註                   |                  |
| 關山慈濟醫院院長 | 關山慈濟醫院院長 | 關山慈濟醫院院長      | 關山慈濟醫院院長       | 關山慈濟醫院院長 |
| ---------------- | ---------------- | --------------------- | ---------------------- | ---------------- |
| 1                | 林祐生           | 2000年3月 - 2005年5月 | 創院院長兼任麻醉科主任 |                  |
| 2                | 潘永謙           | 2005年5月 - 2018年8月 | 兼任骨科醫師           |                  |
| 3                | 張志芳           | 2018年8月 - 2021年2月 | 兼任婦產科醫師         |                  |
| 4                | 潘永謙           | 2021年2月 -           | 現任院長兼任骨科醫師   |                  |

## 外部連結
- 官方网站
- 關山慈濟醫院的Facebook專頁